# ヒュー・マッシー (第2代マッシー男爵)
第2代マッシー男爵ヒュー・マッシー（英語: Hugh Massy, 2nd Baron Massy、1733年4月14日 – 1790年5月10日）は、アイルランド王国の貴族、政治家。1776年から1788年までアイルランド庶民院議員を務めた。

## 生涯
初代マッシー男爵ヒュー・マッシーと1人目の妻メアリー（Mary、旧姓ドーソン（Dawson）、ジェームズ・ドーソン大佐の娘）の息子として、1733年4月14日に生まれた。ヒースで教育を受けた後、1753年7月12日にケンブリッジ大学トリニティ・カレッジに入学した。
1763年、リムリック県長官を務めた。
1776年から1783年までアスキートン選挙区の、1783年から1788年までリムリック県選挙区の代表としてアイルランド庶民院議員を務めた後、1788年1月30日に父が死去すると、マッシー男爵位を継承した。
1790年5月10日にダブリンのウィリアム・ストリート（William Street）で死去、息子ヒューが爵位を継承した。

## 家族
1760年9月、キャサリン・テイラー（Catherine Taylor、1791年8月16日没、エドワード・テイラーの娘）と結婚、4男4女をもうけた。
- ヒュー（1761年10月24日 – 1812年6月20日） - 第3代マッシー男爵[4]
- エドワード（1766年12月21日 – 1835年1月2日） - 1795年1月29日、キャサリン・タットヒル（Catherine Tuthill、1836年1月29日没、ジョン・ヴィリアーズ・タットヒルの娘）と結婚、子供あり[4]
- ジョージ・エア（George Eyre、1772年7月29日 – 1842年1月29日） - 1791年12月、エリザベス・スカンラン（Elizabeth Scanlan、1844年12月4日没、マイケル・スカンランの娘）と結婚、子供あり[4]
- ジョン（1869年7月6日没） - 1817年6月16日、マリア・マウンセル（Maria Maunsell、1796年ごろ – 1880年5月28日、ロバート・マウンセルの娘）と結婚、子供あり[4]
- キャサリン（1826年没） - ジョン・グリーン（John Green、1847年没）と結婚[4]
- メアリー・アン - 1784年12月、クリストファー・タットヒル（Christopher Tuthill）と結婚[4]
- ジェーン（1848年没[4]） - 1789年10月、ウィリアム・グリーン（英語版）（1748年1月17日 – 1829年6月3日、ジョン・グリーンの息子）と結婚、子供あり[5]
- サラ（1845年没） - H・C・ガンブルトン（H. C. Gumbleton、1834年没）と結婚[4]